# سانت هيلاري (كورنوال)
سانت هيلاري (بالإنجليزية: St Hilary, Cornwall)‏ هي قرية وأبرشية مدنية تقع في المملكة المتحدة في إنجلترا. يقدر عدد سكانها بـ 922 نسمة .